# لويد غارمدون
المعلم لويد مانغومري غارمدون هو شخصية كرتونية من مسلسل نينجاغو أسياد السبنجيتسو. هو شخصية رئيسية في المسلسل. هو النينجا الأخضر وهو عادة من ينقذ نينجاغو مع أصدقائه النينجا وهو قائدهم ويتدرب جاهدا على يد المعلم وو ليصبح المعلم القادم للنينجا. أمه هي ميساكو وأبوه هو غارمدون وعمه هو المعلم وو وجده هو معلم السبنجيتسو الأول. في ما مضى كان اقوى نينجا بسبب عنصره لكنه حاليا متساوي مع باقي النينجا ويمتلك قوة عنصر الطاقة. وهو الذي يبقي النينجا يمتلكون قواهم باستثناء نيا (نينجا الماء) فإذا حدث له مكروه أو سيطر عليه أحد تختفي عناصر النينجا كما حدث في الموسم 5 (الملكية) فعندما سيطر عليه مورو اختفت عناصر النينجا وعادت بعد أن تحرر لويد من سيطرة مورو.

## أوصاف الشخصية
في المواسم السبعة الأولى كانت عينيه سوداء. في الموسم الثامن وما بعده أصبح شكله مثل شكله في فيلم The Lego Ninjago Movie وأصبحت عينيه خضراء حين يمتلك قوته لكن إذا فقدها تصبح سوداء وأيضا تغيرت قصة شعره.

## حياة الشخصية في الموسم 1
ظهرلأول مرة في الموسم الأول وهو فتى صغير مشاكس ومزعج كانا دائما يسرق الحلوى من الناس لكن ذات يوم أوقفه النينجا بسبب إزعاجه وعلقوه على شجرة والناس يرمون عليه الخضروات الفاسدة وبسبب هذا الإذلال أراد الانتقام من النينجا. وذات يوم وهو يمشي رأى مقبض فتحه فسقط في قبر فيه ثعابين الهبنوبراي (قبيلة من السربنتين) كان الناس يعتقدون أنها أسطورة فسيطر على قائدهم وسرق منه خريطة قبور القبائل الأربع الأخرى وأمرهم بأمور صبيانية كسرقة الحلوى من الناس وبناء بيت ألعاب وبعد أن خانوه أصبح يريد الانتقام منهم هم والنينجا فذهب لقبر الفانغ باير (نوع آخر من السربنتين) وحررهم فخانوه أيضا فأصبح يود الانتقام من ثلاثتهم فذهب لتحرير الألكوندراي (نوع آخر من السربنتين) فوجدهم ميتين باستثناء واحد يدعى بايثور فخانه وسرق الخريطة منه بعدها أمسكوه النينجا وجعلوه صالحا بعد ذلك أمسكوه السربنتين وجعلوه يحضر لهم الريشات الأربع التي ستحرر المفترس الأعظم وعندما كانو بحاجة الريشة الثالثة وهي داخل بركان فقد تدخل النينجا ومنعوهم وبعد هروب الجميع لأن البركان سينفجر علق لويد وكاي وبعدها أنقذه كاي وخرجا من هناك قبل انفجار البركان فعرف النينجا أن لويد هو النينجا الأخضر.

## حياة الشخصية في الموسم 2
بعد تدمير المفترس الأعظم وإنقاذ نينجاغو كان على النينجا المساعدة في إصلاح المدينة وليس لديهم مكان لتدريب لويد ليواجه أباه في المستقبل فكان عليهم أن يقوم باستئجار مكان للعيش فقامو باستئجار مكان فخم وتركو لويد يتدرب فيه وذهبوا للعمل وبينما هو يتدرب جاء سكيلز لخطف لويد لكن لحسن الحظ جاءت نيا والمعلم وو وأنقذوه وبعدها استأجر النينجا شقة صغيرة قدر استطاعتهم ليدربو لويد فيها وبعد ذلك في الحلقة الموالية قد أعاد غارمدون القراصنة ليهزموا النينجا وأثناء القتال على ديستني باونتي التي استرجعوها بعد أن فازوا على غارمدون في سباق جاء لويد وعن غير قصد قام بالسبنجيتسو للمرة الأولى. وبعد أن هزم القراصنة صنع غارمدون نينجا أشرار لهزيمة النينجا وبينما النينجا الأصليون مع لويد بصدد زيارة مدرسة لويد القديمة الشريرة قد قام تلامذة هذه المدرسة بحبس النينجا والأساتذة وحاولوا إرجاع لويد شرير ولكن حدث العكس لويد أرجعهم أخيار وقد أقنعهم بالتعاون معه لهزيمة النينجا الأشرار بعد أن هجموا على المدرسة وذهاب النينجا الأصليون إليهم وقد هزم النينجا الأشرار وفي الحلقة الموالية أصبح النينجا صغارا بسبب غارمدون وعندها طلبوا مساعدة لويد وبعدها أخذهم لويد لمتجر قصص مصورة ليطلبوا المساعدة من المدمر الأول (مجرد لقب) المسؤول عن المحل لهزيمة الغرانديل الذي أعاده غارمدون إلى الحياة (و هو ديناصور كبير يلتهم كل شيء وهو يخرج في الليل وحساس تجاه الضوء (لهذا كان على لويد أخذ النينجا لمتجر القصص المصورة لأن هناك تباع ألعاب على شكل سيوف تضيء) وقد أعاده غارمدون لأكل النينجا وبعد حلول الليل وهم في المحل هجم عليهم ولم يستطيع النينجا فعل شيء بعدها جاء المعلم وو ونيا ومعهم شاي الغد الذي يجعل الناس كبارا وبعد أن رموه على الغرانديل أصبح مجرد عظام وتحلل. قد أثر الشاي على النينجا أيضا فقد أصبحوا كبارا كما كانوا وأثر على لويد أيضا وجعله كبيرا وبعد ذلك بأيام طلب النينجا من أجل القضاء على دمى صغيرة تدمر كل شيء لأن سم المفترس الأعظم دب فيها الحياة عندها تعرف لويد على والدته لأول مرة بالصدفة فشرحت له سبب تركه وبعد ذلك سافر النينجا إلى جزيرة الظلام ليوقف لويد والده وسيد الظلام لكنهم يفشلون وتكسر قدم لويد وبعد عودة النينجا إلى نينجاغو قام لويد بإقافة والده الذي سيطر عليه سيد الظلام وأصبح معلم السبنجيتسو الأول (النينجا الذهبي) وأرجع والده إنسانا عاديا.

## حياة الشخصية في الموسم 3
بعد هزيمة سيد الظلام أصبحت نينجاغو متطورة تكنولوجيا وعلميا فأصبحت هناك سيارات طائرة ورجال آليون مساعدون وممرات رقمية تطفو في السماء يمشي عليها الناس والسيارات وبعد أن استدعى رجل النينجا (بدون لويد) يدعى سايرس بورغ أخبرهم أنهم عليهم الحذر لكنهم لم يفهموا أي شيء (و سبب هذا التحذير هو أن المبنى الذي فيه بورغ هو نفسه مكان تدمير سيد الظلام وقد كان سيد الظلام ما زال حيا وفي كمبيوتر في عالم رقمي وسبب مساعدة بورغ له هو أنه أخبره أنه سيدمره إذا خانه) وبعد أن أعطى بورغ للنينجا (بدون لويد) ملابس جديدة والتكنو شفرات (و هي السلاح الوحيد الذي سيوقف سيد الظلام) أصبحت كل الآلات ضد النينجا وبعد أن حوصروا جاء لويد وأنقذ النينجا وهزم كل الربوتات وعرفوا حينها أن سيد الظلام حي ويسعى لقوة لويد الذهبية ليتحرر من سجنه الرقمي وبما أن قوة لويد الذهبية تزيد من قوة سيد الظلام كان عليه أن يخرج من المدينة ويذهب عند والده ليختبئ وبعد أن اختبئ النينجا عند غارمدون قام النيندرويد بالهجوم عليهم هرب لويد وغارمدون إلى متاهة هيروشي للاختباء ووجدوهم النيندرويد مجددا وأسروا لويد وبينما هو مأسور أخذ سيد الظلام معظم قوته وتحرر بعد أن هرب لويد وبعد أن سافر النينجا إلى الفضاء لإيقاف النيندرويد من إحضار الأسلحة الذهبية لسيد الظلام ليصنع الدرع الذهبي فشلوا وعلقوا هناك وبعد أن صنعوا مركبة فضائية للعودة للأرض ذهبوا لإيقاف سيد الظلام ونجحوا لكنهم فقدوا زين لأنه مات بسبب سيد الظلام.

## حياة الشخصية في الموسم 4
بعد أن افترق النينجا بسبب موت زين قام لويد بإعادة شمل الفريق وهم في مطعم يتحدثون جاء مجموعة من المزعجين وهجموا على المطعم لأخذ المال وهزموهم النينجا وهربوا وكانوا سيعودون وبعد أن لحقهم النينجا لم يجدوا أثرا لهم بدل ذلك وجد مخطوطة مكتوب عليها زين حي، كعك الحظ وبالفعل يذهب النينجا إلى هناك ويلحقهم غارمدون ويذهب معهم ويلتقون بأسياد العناصر وبعد أن يصلوا إلى جزيرة السيد تشين تبدأ مسابقة العناصر ويخسر كارلوف (سيد المعدن) أمام كاي بعد ذلك بعد عدة مواجهات يأتي دور لويد في القتال ويتسابق مع سيدة الشكل فتخسر ويفوز لويد بعد أن يبقى عدد قليل من أسياد العناصر تقام مسابقة أخيرة لكي يفوز واحد فقط وفي أثناء ذلك يشرح غارمدون للويد كيف التقى بوالدته وبعد خداع تشين للجميع وبعد أن يقوم السيد تشين بأسر الجميع يفشل في القبض على لويد بعد ذلك يحاول لويد إنقاذ الجميع فيخدعه كاي ويدرجه إلى فخ فيتعارك مع تشين ويهزم لويد وتسلب قواه بعد ذلك يقوم كاي وسكايلر بخداع تشين وأخذ الصولجان منه فيدرك لويد أن ذلك الفخ كان مجرد جزء من خطة كاي لهزيمة تشين فينجحون ويهزم تشين بعد ذلك يقوم تشين بتحويل أتباعه إلى ألكوندراي بواسطة خلاصة بايثور لأنه الأنكوندراي الوحيد المتبقي (و هذه هي خطة السيد تشين منذ البداية، تحويل أتباعه إلى أنكوندراي) فيهزم النينجا وأسياد العناصر بعد ذلك يقوم النينجا وأسياد العناصر باكتشاف أن لديهم قوة استدعاء التنين فيسافر النينجا وأسياد العناصر إلى نينجاغو على التنانين وبعد فشلهم يستدعي النينجا مساعدة بايثور وجميع سكان نينجاغو وأشرارهم القدامى وينجحون ويهزم الأنكوندراي بعد ما قام جارمادون باستدعاء أشباح الأنكوندراي الأصليين لإيقافهم عن طريق تعويذة

## حياة الشخصية في الموسم 5
بعد هزيمة الأنكوندراي يقوم النينجا بمساعدة المعلم وو في متجره لبيع الشاي لكن لويد يستدعى إلى المتحف لحل مشكلة ما وبعد وصوله يذهب عند الحارس الذي كان هناك الليلة الماضية فيقول الحارس للويد أنه ضرب ودرع الحلفاء سرق ثم يقوم بمحاولة قتله فيفشل عندها يخرج شبح منه ويقول للويد أنت هو النينجا الأخضر إذن، فيسيطر عليه وتختفي عناصر النينجا وبعد ذلك يذهب لمتجر الشاي ويقاتل النينجا ويهزمهم ويأخذ عصى المعلم وو التي عليها رسالة سرية مخفية ومغزى الرسالة هي مجرد رموز كتبت عليها الأولى مخطوطة الإيرجيتسو والثانية سيف المعبد والثالثة قبر أول معلم للسبنجيتسو وعندها يذهب عند رونين (الشخص الذي سرق مخطوطة الإيرجيتسو) ويأخذها منه ويحاولو النينجا إيقافه هو وفريق الأشباح خاصته لكنهم يفشلون ويتعلم مورو الإيرجيتسو وبعد ذلك يذهب لعين الرجل الأعمى (المكان الذي يفصل بين نينجاغو ومملكة السحب التي فيها سيف المعبد) فيفشل والنينجا ينجحون لكنه بدل ذلك تقوم إحدى الأشباح لديه بالتواصل مع فينويك (الشخص الذي يستقبل الزوار في مملكة السحب وهو من استقبل النينجا) فيوافق فينويك ويخدع النينجا ويعطيه لمورو بعد خروج النينجا ومورو من مملكة السحب يحاول النينجا أخذ السيف منه فينجحون بعد ذلك نفس الشبح الذي أقنع فينويك يقنع رونين بإحضار السيف لهم (لأن السيف ومخطوطة الإيرجيتسو هما الوحيدان اللذان يكشفان مكان القبر) وبعد اكتشاف النينجا خيانة رونين يحاولون إيقافه ويفشلون بعد ذلك يذهب مورو مع السيف ومخطوطة الإيرجيتسو إلى القبر ويتبعه النينجا وبعد وصول النينجا أولا يجدون الشيء الذي يسعى مورو وراءه وهي كريستالة العوالم وبعدها يخدعهم مورو ويقول لهم أن يعطوه الكريستالة مقابل لويد فيعطونه إياها ويعطيهم لويد وبعد ذلك يسترجع لويد والنينجا قوى عناصرهم فيذهبون لإيقاف مورو لكن خدع مورو لويد وجعل الفائقة تأخذه للمملكة المنبوذة فيلقى أباه هناك ويخبره غارمدون بأن لا يستسلم ويدمر البلورة وبعد خروجه من الفائقة كان مرتديا رداء والده لكن مورو حبس لويد مجددا في الفائقة ويقوم النينجا بهزيمة مورو ويستعيدون لويد.

## حياة الشخصية في الموسم 6
بعد هزيمة مورو أصبح النينجا مشهورون في كل مكان في العالم ويحضرون في البرامج والجميع يحبهم لكنهم يكتشفون أن كلاوز (المشعوذ الشرير مساعد تشين) تحرر من المملكة المنبوذة بعد خروجها في الموسم الخامس فيحاولون إيقافه لكنهم يتأخرون بسبب المروحيات والناس التي تريد رؤيتهم وتوقيعم والكاميرات فيحرر كلاوز الجني نداكان من إبريقه لكن نداكان يحبسه في الإبريق لأنه حرف أمنياته ويعيد فرقته من القراصنة ويشوه سمعة النينجا ويجعلهم سيئين وأشرار في نظر الناس فيطاردوهم الناس والشرطة وتحاول وضعهم في السجن وفي الحلقة 61 بعد أن سجن المعلم وو وميساكو وكاي وزين في سيفه وسجن جاي في سفينته وجعله ينظفها يأتي كول ولويد ونيا لتحرير جاي فينجحون لكنهم يحاصرون فيحاربون القراصنة ويتمنون العديد من الأماني لكن إحدى الأمنيات التي تمناها لويد حرفها ناداكان وجعله عجوزا وبعد أن سقطوا على الغيوم وتمنت نيا أن يقفوا على الغيوم أنقذ لويد جاي ونيا لأنه رأى المستقبل فبقي هو وكول على الغيوم وبعد ذلك يحبسهما ندكان في السيف وفي الحلقة 63 يحرر جاي جميع النينجا (باستثناء نيا لأنها كانت في حفل الزفاف) والمعلم وو وميساكو فيذهبون لإيقاف حفل الزفاف فيفشلون وبعد أن أرجع نداكان جميع النينجا (باستثناء جاي ونيا) تماثل قام فلينتلوك (صديق ندكان القديم من القراصنة) بإطلاق سم النمرة الأرملة عليه ولكنه أصاب ندكان ونيا أيضا وبعدها قال جاي لو أمسكت يده في الحلقة 55 ولم يعثر كلاوز على الإبريق فتحققت أمنيته ونسي الجميع كل ما حدث إلا جاي ونيا.

## حياة الشخصية في العرض الخاص: يوم الراحلون
يأتي يوم مميز على نينجاغو اسمه يوم الراحلون فيذهب النينجا إلى المتحف ويرون تماثل جميع الأشرار الذين واجهوهم (باستثناء سيد الظلام ونداكان) وفي هذه الأثناء يستدعي المعلم يانغ كول ويخدعه ويجعله يكسر مزهرية تحتوي على سحر جعل التماثيل التي في المتحف على قيد الحياة فذهب سموكاي وجيش السكيليتين لقتال جاي وبايثور (تمثاله لم تدب فيه الحياة لكنه كان في المتحف عن طريق الخطأ) لقتال لويد وأمه ميساكو والجنرال كوزو والجيش الصخري لقتال دريث والجنرال كريبتور وجيش النيندرويد لقتال زين والسيد تشين وجيش الأنكوندراي لقتال كاي ونيا ومورو ذهب لتحذير المعلم وو فقط (هو لم يحارب النينجا بل أصبح صديقهم) وكل نينجا هزم الشرير الذي ذهب إليه ومات (باستثناء بايثور ومورو فبايثور رجع إلى بيته ومورو رجع للمتحف وأصبح تمثالا مجددا) وكول يهزم المعلم يانغ وتلاميذه ويصبح بشريا مجددا ويحصل على قوة جديدة سماها ضربة الأرض.

## حياة الشخصية في الفيلم السنمائي:الليجو نينجاجو
مدينة نينجاغو تحتوي على ملايين السكان لكنهم لا يعيشون بهناء فدائما يقوم اللورد غارمدون بالهجوم على المدينة بواسطة جيشه الخاص ويقوم ابنه لويد والنينجا بإيقافه وإحباط خططه دائما لكن لويد يعيش بإذلال في المدينة فكل الناس تنفر منه وتكره بسبب والده إلا أمه وعمه المعلم وو والنينجا فهم يحبونه وأبوه فهو يحبه قليلا وعندما يذهب إلى المدرسة لا أحد يتكلم معه إلا كاي وجاي وزين وكول ونيا (أصدقاؤه النينجا) وذات يوم وهم يتدربون على يد المعلم وو أخذ المعلم وو لويد ليريه السلاح المطلق وتنبيهه حتى لا يستعمله وذات يوم غارمدون يهجم على المدينة قد أغضب لويد لكلامه عن ابنه (لأنه لا يعرف أنه النينجا الأخضر هو ابنه ولا أحد يعلم إلا عمه والنينجا) وطلب منه لويد بصراخ أن يخرج من حياته عن غير قصد فذهب غارمدون وعندما أتى المرة القادمة قد نجح وسيطر على المدينة عندها ذهب لويد وأحضر السلاح المطلق واستعمله ضد والده عندها جاء قط عملاق اسمه مياوثرا (لأن هذا ما يفعله السلاح المطلق) ودمر كل شيء وبعد ذلك عرف غارمدون ووالدته أن النينجا الأخضر هو لويد لكن أمه لم تصدق غارمدون عندما أخبرها أن النينجا الأخضر هو لويد ثم غضب النينجا جدا من لويد ولم يعودوا يحبونه بل أصبحوا يكرهونه مثل سكان مدينة نينجاغو وبعدها عرفوا أن عليهم الذهاب إلى معبد في الغابة ليحضروا العناصر لهزيمة غارمدون والقط العملاق ويذهبون مع المعلم وو ويتبعهم غارمدون ويفقدون المعلم وو وتواجههم عدة مشاكل وإعاقات وبعد وصولهم إلى المعبد يخدعهم غارمدون ويأخذ العناصر ويحبس النينجا في المعبد ويعود إلى نينجاغو بعد ذلك يحرروا النينجا قوى عناصرهم إلا لويد (لأن عنصره هو الأخضر والأخضر ليس شيئا ماديا) ويلقون المعلم وو ويعودون إلى نينجاغو بعدها يشقون طريقهم للقط العملاق لكن بعد أن وصلوا إليه وجدوه قد أكل غارمدون فيذهب إليه لويد ويطلب منه أن يعيد غارمدون إليه وبعد أن بكي غارمدون اللافة في بطن القط لأنه سمع كلام لويد عنه فقط تقيأه القط وهو حي بعدها يزيل لويد قناعه ويكتشف أهل نينجاغو أن النينجا الأخضر الذي يحبونه والمفضل لديهم هو الشخص الذي يكرهونه وينفرون منه عندها تصدق أمه أنه النينجا الأخضر بالفعل بعد ذلك يتوقف غارمدون عن أعماله السيئة ويعيش مع ابنه وزوجته ويصبح لويد محبوبا عند أهل نينجاغو وعند النينجا مجددا.

## حياة الشخصية في الموسم 7
بعد أن هزم النينجا الأشرار الذين عادوا في يوم الراحلون يجب عليهم المساعدة في تنظيف المتحف وإعادة التماثيل وفي هذه الأثناء يذهب المعلم وو لمواجهة عدو قديم اسمه أكرونكس فيخسر المعلم وو فيذهب النينجا لمساعدته ويتقاتلون مع العدو لكنه يهرب ويشرح لهم المعلم وو من هو وفي هذه الأثناء يهجم الفيرمليون على المدينة ويوقفونهم النينجا ويصاب زين وبما أن معلم النينجا مريض ولا يستطيع النهوض إذن على النينجا الأخضر أن يخلفه فيصبح لويد المعلم الجديد المؤقت تحت التدريب وفي الحلقة التالية يقوم الفيرمليون بجمع المعادن والحرفيين ويأخذونهم لأذرع الزمن من أجل خطتهم وبما أن والدي جاي يعيشان في مكب الخردة وهو مليء بالحديد كان عليه الذهاب لوالديه لإنقاذهم وبعد ذلك في الحلقة الموالية يدرك النينجا اختفاء جاي فجأة وتظهر شفرة الزمن الثانية فيذهب النينجا (بدون جاي) والفيرمليون لأخذها وبما أن الشفرة يجب حسن استخدامها أساء الفيرمليون اساخدامها وأحدثوا فقاعة تبطئ الزمن وهم بداخلها مع النينجا فيأتي جاي ويأخدها ويغادرون مع الشفرة وفي الحلقة التالية جاء أذرع الزمن لاستعادة الشفرة فينجحون ويأخذون حتى المعلم وو فيغضب لويد كثيرا لأن الشفرة التي كانت معهم تم أخذها وهي في يده وبعد ذلك يكتشف كول وزين وجاي ولويد مخبأ أذرع الزمن فيذهبون إلى هناك ويلحقهم كاي ونيا ويقسمون المهام في ما بينهم ومهمة لويد هي إعادة المعلم وو لكنه يفشل ويعلق هو والنينجا في المستنقع (إلا كاي ونيا) ويحاربون الفيرمليون بعدها يهرب النينجا من الفيرمليون ويحاولون إنقاذ سايرس بورغ وإيقاف الداومة الحديدية وبعد أن سافر كاي ونيا والمعلم وو وأذرع الزمن والفيرمليون في الزمن لم يتبقى على النينجا سوى الانتظار وبعدها هزم كاي ونيا أذرع الزمن وعادوا إلى النينجا مع شفرة الزمن بدون المعلم وو عندها يصبح لويد معلمهم الجديد.

## حياة الشخصية في الموسم 8
بعد مرور سنة من البحث عن المعلم وو تنشط عصابة إجرامية في نينجاغو اسمها أبناء غارمدون تحاول إعادة اللورد غارمدون عندها يقومون بسرقة قناع الأوني (قناع الانتقام) فيحاول لويد إيقافهم لكنه يفشل فيستدعي النينجا الآخرين لمساعدته فيلبون النداء ويلتقون ويتعرفون على رجل يدعى هاتشينز خادم للعائلة الملكية استدعاه لويد عندها عرفوا من هي عصابة أبناء غارمدون ومن هم الأوني بعد ذلك يقومون بمراقبة المكان الذي فيه العائلة الملكية فيعجب لويد بأميرة اليشم الأميرة هارومي فتستدعيهم العائلة الملكية للقصر فيرون قناع الأوني الثاني (قناع الحسد) محروس عندهم بعد ذلك في الحلقة التالية تقوم الأميرة هارومي ولويد بتوزيع الطعام على الفقراء ويتبعهم السيد هاتشينز ويعيدها إلى القصر ثم تهجم عصابة أبناء غارمدون ويأخذون القناع ويأخذ لويد الأميرة للسفينة ليخبئها ولكن قد مات السيد هاتشينز والعائلة الملكية وبعد ذلك في الحلقة الموالية يذهب كول وزين لاستجواب أحد أفراد العصابة الذي قبض عليه ويبقى جاي ولويد عند ميستاكي ويسمعون قصة الأوني والتنين ويعرف لويد أنه من الأوني والتنين وأن أبناء غارمدون يودون تحرر اللورد غارمدون وبعد ذلك بعدة أيام هجم عليهم الساموراي إكس الذي اكتشفوا أنه بيكسل بسبب الفيروس الذي زرعه السيد إي في زين بعد أن هزمه. بعدها قام لويد بالقفز على بيكسل وضربها لكن بكسل قد أمسكت بهارومي خرجت من البذلة وسقطت هارومي من على متن السفينة بعد ذلك يقفز لويد من على متن السفينة لإنقاذ هارومي بعدها سقطا وكسرت يد لويد (لكنها عولجت في الحلقة الموالية) بعد ذلك يجد هارومي ولويد مكان القناع الثالث (قناع الكراهية) فيصلون إليه وتحاول هارومي أخذه منه وتتقاتل معه عندها يكتشف لويد أنها قائدة عصابة أبناء غارمدون فتأخذ القناع منه وتهرب بعد ذلك يهرب أيضا من ذاك المكان ويجد النينجا على وشك القتال مع أبناء غارمدون وبينما هم يتعاركون يهجم عليهم جميعا وحش من البحر فيهزمونه ويستولي أبناء غارمدون على سفينة النينجا وبعد أن صنعا زين ونيا طريقا للسفينة لإيقافهم يستغل لويد الفرصة ويصعد إليهم ويدمر الطريق الذي صنعاه زين ونيا بواسطة الماء والجليد فيقبض على لويد وتأخذه هارومي معها إلى القصر الذي دمر والذي كانت تعيش فيه كأميرة فيرى لويد وجه وشكل هارومي الحقيقي لأنها كانت متنكرة بوجه آخر فتضعه في قفص عندما يرى لويد والدته مجددا بعد ذلك تأخذ هارومي شعرة من لويد وأمه وكانت لديها شعرة من عند المعلم وو فتحضر الأقنعة وخصل الشعر وتقوم بالطقوس فيصل النينجا ويوقفون المراسم وتذهب هارومي وكل أبناء غارمدون إلى السجن وبعد عودة النينجا إلى المنزل يتحرر غارمدون ويذهب لتحرير هارومي بعدها يذهبان كلاهما لتحرير أبناء غارمدون فيشاهد النينجا الأمر على الأخبار وبينما هم يفكرون كيف سيوقفونه يخدع لويد النينجا الآخرين ويغلق عليهم الباب في غرفة في السفينة فيذهب لقتال والده ويخسر ويفقد وعيه بعدها يأخذه النينجا لميستاكي لتعالجه فتنجح وتعطي للنينجا شاي المسافرين لكن عندما يستيقظ يجد فقط نيا وميستاكي وكان قد فقد قواه ويعرف أن النينجا الآخرين ذهبوا لإيقاف غارمدون وبعد ذهاب نيا لمساعدة ميساكو في إخفاء المعلم وو يجدهما غارمدون ويهزمهما لكن قبل أن يهزمهما كان قد أتى لويد وأخذ المعلم وو وبينما هو يهرب وهارومي تلحقه وتحاول إعادة المعلم وو يلقى النينجا على السفينة وعندما يحاول الذهاب عندهم تمسكه هارومي ويمسك كول المعلم وو عندها يسحق ذلك العملاق الصخري السفينة والنينجا بداخلها (باستثناء لويد ونيا) فيحزن لويد ويهرب من هارومي

## حياة الشخصية في الموسم 9
بعد مرور أسبوع من سيطرة الإمبراطور غارمدون على نينجاغو أصبحت عبارة عن خراب وفوضى ولويد ونيا وبيكسل وميساكو وديريث مختبئين من أبناء غارمدون وشعب نينجاغو يعتقدون أن كل النينجا ماتوا ولويد منهار وحزين ولا يفكر إلا في النينجا وفي هذه الأثناء يعثر أبناء غارمدون على مخبأ النينجا وبينما لويد ونيا وبيكسل وديريث وميساكو يهربون يعثرون على نصف السفينة المحطمة وشاي المسافرين إذن النينجا ما زالوا أحياءا (و بالفعل ما زالوا أحياء) وبينما هم محاصرون يأتي أسياد العناصر وينقذونهم ويأخذونهم إلى مخبإهم ويلقون ميستاكي هناك فتخبر لويد أن النينجا ما زالو أحياء وأنها أرسلتهم لحقل الأوني والتنانين بعد ذلك تخبره بأن عليه السيطرة على الإذاعة وأن يعرف شعب نينجاغو أنه حي ويفعل ذلك ويعرف شعب نينجاغو أنه حي بعد ذلك يهجم أبناء غارمدون على مخبإهم فيلقون القبض على أسياد العناصر وميساكو وبيكسل ويأخذونهم إلى السجن لكن لويد ونيا وسكايلر وديريث هربوا ولم يقبض عليهم بعد ذلك يختبأوا في مكان فيه الفقراء والمتسولين فقط بعدها أتى جرذ وتكلم معهم بعد ذلك أصبح ذلك الجرذ ميستاكي بعد ذلك أخبرتهم أنها من الأوني ثم جاء أبناء غارمدون وهجموا عليهم مجددا لكن كانت لديهم خطة وقاموا بالإيقاع بهارومي وأسروها لديهم ثم وضعوا خطة أخرى ومفادها أن ميستاكي ستتحول إلى هارومي وتأخذ سكايلر لغارمدون حتى تمتص قواه لتتحكم بالعملاق الصخري وتنجح لكن تموت ميستاكي وتهرب هارومي من أسرهم وتتحكم سكايلر في العملاق لكن تتسمم بقوة غارمدون لأنها أكبر من أن تتحملها فهربوا وبينما هم محاصرون بأبناء غرمدون يعود النينجا مع تنانين ضخمة والمعلم أصبح رجلا كبيرا ثم أوقف النينجا العملاق الصخري بينما المعلم وو ولويد ذهبوا لإيقاف غارمدون وينجح لويد بهزيمة أبيه ويستعيد قواه مجددا بينما يفقد غارمدون قواه ويخبره أنهم قادمون.

## حياة الشخصية في الموسم 10
بعد هزيمة اللورد غارمدون ووضعه في السجن عادت نينجاغو كما كانت واجتمع شمل النينجا مجددا وبعد ذلك استدع غارمدون لويد وأخبره أنهم قادمون وعندما عاد إلى النينجا جاءت فيث التي ظهرت في الموسم التاسع وأخبرتهم أنهم قادمون وفي هذه الأثناء تأتي سحابة سوداء وتسيطر على نينجاغو وتحول كل من يلمسها إلى تماثيل ويحاول النينجا إيقافها لكنهم يفشلون بعدها يذهب النينجا إلى غارمدون ويأخذونه معهم بعدها يخبرهم غارمدون أن عليهم تدمير بلورة المملكة التي أتى منها الأوني والسحابة السوداء وبما أن غارمدون من الأوني ولويد نصف أوني كان عليهم أن يقفزا في السحابة لتدمير البلورة وبالفعل ينجحان ويدمران البلورة لكن دون جدوى فهي لم توقفهم لأنها كانت مجرد بوابة لعبورهم فيحاول لويد وغارمدون مقاتلتهم ويخسرون ثم وعن غير قصد يجدون الدرع الذهبي الذي استعمله سيد الظلام في الموسم الثالث وهو الشيء الوحيد الذي يبعد الأوني ويأخذونهم معهم إلى السفينة ويصنعون منه الأسلحة الذهبية التي ظهرت في حلقات الحلقات التجريبية لكن لم يوقفوا الأوني ثم يقومون بإعصار التكوين ويهزمون الأوني ويلتقي لويد بأول معلم للسبنجيتسو في منامه ويشكره وبعد أن يستيقظ تكون قد انتهت الحرب وهزموا الأوني ويذهب غارمدون في حال سبيله.

## حياة الشخصية في الموسم 11
بعد هزيمة الأوني، يستيقظ زين من بعد رؤيته لرؤية عن المستقبل، ويوقظه جاي ليخبره ان كول سيحطم رقمه القياسي في اللعبة، ويذهب ليشاهد كول في حين يأتي المعلم وو ويقول لهم انهم تكاسلوا عن التدريب وانهم اصبحوا كسالي، فيخبره لويد انهم مستعدين لأي شئ، فيترك المعلم وو لهم دجاجة ليختبر صمودهم أمامها، فظنوا ان المعلم وو يعطيهم تحدٍ سهل، فجأة اكتشفوا ان تلك الدجاجة لديها القدرة على الصعق، وبعدما خرجوا قالوا للمعلم انهم جاهزون لأي اختبار، فتحداهم المعلم وو وهزمهم، فذهب النينجا بحثاً عن أي مشاكل في المدينة ليحلها، وعندما ييأسوا ويذهبوا للبحث عن المغامرة، وجدوا في الأخبار عن عالم اثار وجد اهرامات غامضة في صحراء الموت، وذهب النينجا متحمسين للمغامرة، ولم يروا التحذير عن عدم دخول أي شخص للمكان، وانطلقوا بمركبات جديدة تم بنائها، وفي رحلتهم، وجدوا واحة فجلسوا عندها، وظهر خنفساء عملاقة، وبدأت بمطاردة النينجا، حتى وصلوا إلى منطقة بعيدة عن الرمال، واكتشفوا ان تلك الكائنات تتبع الضحايا من خلال سيرهم على الرمال، وتعطل المحرك وكان على زين ان يدخل إلى بطن الخنفساء لإحضار الجزء المفقود، وبعد ان دخل وحصل على الجزء المفقود، وخرج من معدته، قاموا بتصليح المركبة وانطلقوا بسرعة حتى ابتعدوا عنهم، ووصلوا إلى الاهرامات، وقابلوا عالم الآثار، ودخلوا الاهرامات، وقام جاي بدون قصد بتفعيل الفخاخ، فاستعمل كاي قوته بتدمير الأشواك، وواصلوا سيرهم حتى وجدوا أحجية صور عملاقة، فقام جاي ونيا بحل تلك الأحجية مع زين، حتى رأى الرؤية مجددا، فصرخ قائلا لا!!، فيتعجب جاي من زين بينما يضع اخر جزء من الاحجية، فانفجر الحائط، وظهرت ثعبانة غريبة تدعى أسفيرا، وقام كاي باستعمال قوته، لكن بدلا من ان تتأذى، أعجبت بقوته، فقامت بامتصاصها، وبينما تمتصها قام النينجا باستعمال الاسبنجتسو، ولكن قامت اسفيرا باستعمال الاسبنجيتسو أيضا، وهزمتهم وحصلت على قوة كاي النارية، وفقد كاي قدرته في التحكم بالنار، وتغير شكل اسفيرا، حيث أصبح لون جلدها ذهبي وعليها طبقة من النار، وقامت بربط النينجا بالسلاسل، وخرجت ومعها ثعبان ناري عملاق وكانت تسعي للانتقام، وعندما كان النينجا يحاولون فك السلاسل كانت الحمم تزداد، ولكنهم هربوا منها وواجهوا افاعي محنطة وبعد ان خرجوا وجدوا ان الهرم محاط بالكامل بالحمم وفي تلك اللحظة جاءت بيكسل وانقذتهم قبل ان يصبحوا خبزا محمصا، انطلقوا إلى نينجاجو، وحاولوا إيقاف اسفيرا، لكنها كانت تسعي وراء مخطوطة الاسبنجيتسو المحرم، لكنها تجدها في متحف التاريخ الطبيعي ويحاول النينجا ايقافها لكنهم يفشلون فينقسمون ليذهب كاي وجاي وكول عند الثعابين في المجاري لمعرفة ماضي اسفيرا بينما لويد ونيا وزين ليحاولوا استعادة المخطوطة من اسفيرا وبعد عدة محاولات يفشلون من ايقافها حتى فيضيعون اثرها عندها يتصل كول بهم ليخبرهم انها تبحث عن وو لانه خانها في الماضي (لأن كاي وجاي وكول ذهبوا لسماع ماضي اسفيرا وملخصه هو ان وو خان اسفيرا في الماضي) فيخبرهم بان يحضروا مخطوطة السبنجيتسو المحرم من عند كلاتش باورز (هو المستكشف الذي دخل الهرم معهم) فيجدوه في المستشفى ويخبرهم انها في نادي المستكشفين فيذهبون لذاك النادي واعضاءه يرفضون اعطاء المخطوطة لهم فيتسلل النينجا للداخل لكنهم يكشفون وبعد الدخول في عدة غرف يجدونها اخيرا بعدها يخرجون ويذهبون المأوى العتيق (لأن اسفيرا تحاصر وو وكاي وجاي وكول وبيكسل في المأوى) فيصلون للمأوى ويقاتلون اسفيرا بالمخطوطة الثانية وبعد ان جمدها زين تخرج يدها المجمدة وتطلق سحرا على زين فيتحول لغبار عندها تسقط منها المخطوطة وبعد ذلك تذهب للسجن فيذهب عند وو ليقول لها ان زين لم يكن له دخل في كل هذا فتقول له انها لم تقتله بل نفته إلى عالم آخر يدعى العالم الابدي بعدها يخبر وو النينجا بذلك فيقرر الذهاب وحده إلى هناك بشاي المسافرين ويرفض ان يأتي معه أحد وبعد ان يتأمل يتسلل لويد اليه ويأخذ الشاي وبعد ان ارادوا الذهاب لذاك العالم يحاول وو ايقافهم فيكبلوه ويذهبون للعالم الابدي وبدون بيكسل وبعد ان وصلوا وجدوا العالم كله ثلج وبرد ولكنهم يضيعون شاي المسافرين ثم هاجمتهم بعض الذئاب فيهربون منها ويجدون اناسا احياء لكنهم مجمدين فتهاجمهم الذئاب مرة أخرى لكن هذه المرة ينقذونهم بعد السكان المحليين فأخذوهم إلى زعيمتهم في قريتهم وتدعى سورلا، فيخبرها النينجا عن سبب قدومهم وهي اخبرتهم ان هناك جيش جليدي، وتنين جليدي فقط إمبراطور الجليد من يستطيع التحكم به، وان ذلك الإمبراطور شرير وان زين معه عندها يعرف فيكس بذلك بواسطة مرآة سحرية تريه كل ما يلمس الثلج وفيكس هو نائب الإمبراطور الأول عندها يأمر الإمبراطور جيش الساموراي الجليدين خاصته بقتلهم وفي طريقهم يراهم اثنان من سكان تلك القرية فيخبرون زعيمتهم عندها يجهزون دروعا وحصونا واسلحة لحماية نار في بيت سورلا تبقي سكان القرية احياء لان العالم كله برد قارس فيصلون ويهزمونهم النينجا لكن بعد ان اطفؤا نارهم وبعد ان جلس النينجا وسكان القرية في برد شديد بعد المعركة يثق كاي في نفسه ويحاول إعادة النار ويعيدها ويستعيد قوته النارية لكن بشكل ضعيف بعدها في الغد يقرر لويد الذهاب لقصر الإمبراطور لانقاذ زين ويطلب من النينجا البقاء لحماية القرية في حال هجوم آخر فيذهب وحده وتهاجمه ذئاب ولكن ذئب واحد ابيض له ثلاث ذيول ينقذه ولا يعرف لويد لماذا انقذه وبعد ان سار قليلا هاجموه الساموراي الجليدين لكنه يصرخ بصوت عالي ويحدث انهيار ثلجي وبعد ان يفيق يجد نفسه داخل عربتهم التي تحطمت حينما وصلوا أول مرة فيرى ذاك الذئب الابيض ذو الثلاث ذيول ويعرف انه هو من انقذه حينها تصله إشارة على الرادار بان الي الذي قد نفي مع زين حين نفته اسفيرا على مقربة فيذهب في الغد هو وذاك الذئب فيسميه ريد عندها تهاجموهما بومة عملاقة فيختبآن في الكهف فيجد لويد رسالة مسجلة من زين فيصلح الالي ويقاتل تلك البومة ويهزمها لكن ريد يصاب في قدمه بعدها يضمد رجله وينامان معا وفي الصباح يفتح لويد عينيه فيجد فتاة غريبة نائمة أمامه ان ريد غير موجود فتخبره انها هي ذاك الذئب وهي متحولة (المتحولون في هذا العالم هم بشر يستطعيون التحول لحيوان محدد لكن هذه الفتاة تستطيع التحول لذئب فقط) فتخبره ان اسمها اكيتا وانها تريد الانتقام من الإمبراطور لأنه قتل قبيلتها وعائلتها وأخاها كاتارو وبعد ذلك يهاجمهما تنين جليدي ارسله الإمبراطور فيأخذ لويد لفيكس فيأخذه للإمبراطور ويعرف لويد ان الإمبراطور هو زين (لأن فيكس افقد زين ذاكرته بعد ان سجل الرسالة التي وجدها لويد في الكهف وجعله يظن انه الإمبراطور وجعله يأخذ قصر وحكم الإمبراطور الحقيقي الطيب) وبالرغم ان لويد حاول اقناع زين انه ليس الإمبراطور لم يستطع فسجنونه في سجن في القصر فيجد ان كاتارو اخ اكيتا لم يمت وأنت مسجون هناك أيضا لكن أحد الساموراي الجليدين ذهب وحرر لويد وكاتارو بدون علم أحد و يخبر لويد انه هو الإمبراطور القديم لكن الإمبراطور الذي هو زين و فيكس حولاه إلى ساموراي جليدي و في هذه الاثناء تصل اكيتا للقصر و تتسلل إلى عرش الإمبراطور لتقتله لكنها تفشل و في هذه الاثناء يحاول لويد و كاتارو و الإمبراطور القديم التسلل لعرش الإمبراطور يكشفهم فيكس فيذهب لويد لزين الذي هو الإمبراطور و كاتارو و الإمبراطور القديم يبقيان لتعطيل الساموراي الجليدين و بعد ان يصل لويد يجد الإمبراطور الذي هو زين على وشك تجميد اكيتا لكنه ينقذها و بينما اكيتا تحاول قتل الإمبراطور و هي لا تعلم انه زين يمنعها لويد فيزيح زين لويد بعيدا و يجمد اكيتا و يتقاتل هو و لويد في قتال حماسي يجمد جسد لويد فقط و في هذه الاثناء يحبس الساموراي الجليدين و فيكس الإمبراطور القديم و كاتارو يصلون للإمبراطور و يخبره فيكس بأن يقتل لويد لكن لويد يحاول جعله يتذكر من هو و قبل ان يجمده الإمبراطور بلحظة تذكر من هو فيجمد فيكس و يطلق سحرا من مخطوطة السبنجيتسو المحرم تزيل كل الثلج و البرد و الساموراي الجليدين و كل الناس المجمدين و المخلوقات الثلجية فيساعد لويد على النهوض فيصل النينجا في تلك اللحظة هم و كراغ (كراغ هو مخلوق وجده كول بعد ان حاول العثور على شجرة المسافر) فتستعيد اكيتا اخاها كاتارو و يستعيد الإمبراطور القديم حكمه بعدها يذهب النينجا عند سورلا لاعطائها شاي المسافر الذي اراه كراغ لكول حتى يرجعوا لنينجاغو لكن لم يكن كافي فيعطيها كول توتة سحرية وجدها أيضا مع الشاي في الشجرة و بعد ان كانوا يودعون سكان القرية قبلت اكيتا لويد من خده فيرجعون لنينجاغو و يبقى العالم الابدي في سعادة دائمة.

## حياة الشخصية في الموسم 12
بعد أن اقتحام الميكانيكي للمستودع مع أتباعه و يأخذ لوحة للعبة يصل النينجا و يحاولون إيقافه لكنه يهرب و يلحقون به و يأخذون تلك اللوحة فيجدون أنفسهم أمام مخبأ الميكانيكي فيدخلون و يجدون العديد من الأذرع الآلية و لعبة أركيد غير مشغلة اسمها لعبة رئيس الإمبراطورية فيبقى جاي ليحاول تشغيل اللعبة و يدخلون النينجا الآخرون لباب آخر في المخبأ فيجدون هناك كمبيوتر و يعرفون أن الميكانيكي أخذ أوامره من شخص يدعى أوناغامي و في هذه الأثناء يشغل جاي اللعبة باللوحة و بعد أن يدخل اللوحة تصبح كل ألعاب العالم فيها لعبة واحدة فقط هي رئيس الإمبراطورية التي أخذوها من الميكانيكي فيبقى يلعب بها و بعد أن ينهي مراحلها تفتح اللعبة و يدخل جاي في داخلها ثم تغلق فيخرج النينجا لجاي ليخبرونه عن أوناغامي فلا يجدونه فيتفقدون كاميرات المراقبة و يعرفون أن جاي دخل إلى اللعبة فيذهبون عند الميكانيكي في غرفة التحقيق في مقر الشرطة لمعرفة ما هي تلك اللعبة بالضبط و لكنه لا يبوح بشيء فيذهبون عند مخترع لعبة رئيس الإمبراطورية الذي اسمه ميلتون داير فيجدون فقط مساعده هناك و بعد أن يخبرهم أن ميلتون داير كان مهووسا بالألعاب و يخترع العديد منها لكن رئيس الإمبراطورية كانت هي المفضلة عنده و هو اختفى بعد أن أصدرت رئيس الإمبراطورية ضوء فيعرفون أن ميلتون داير هو أوناغامي فيأخذون لعبة الأركيد رئيس الإمبراطورية عند بورغ حتى يعرفوا المزيد و يعرفون أن أكثر من 800 لاعب داخل اللعبة و أن أوناغامي هو آفاتار ميلتون داير ليس إلا فيلعب كول اللعبة حتى تفتح و يدخلون لإنقاذ جاي و إيقاف أوناغامي و في هذه الأثناء يقتحم أوناغامي نظام أمن سجن كريبتاريوم و يحرر السجناء و يذهبون لبرج بورغ لمهاجة النينجا و استعادة اللعبة فيهاجمون النينجا ثم تفتح اللعبة لكول فيدخل كاي و نيا و كول و لويد للعبة و يبقى زين و بيكسل و وو في نينجاغو للعثور على ميلتون داير الحقيقي و بعد أن يدخل النينجا للعبة يأخذ زين لوحة اللعبة و يحلق هو و بورغ و بيكسل بالمروحية و يهربون لأن اللعبة لا تشتغل بدون اللوحة و بعد دخول النينجا للعبة يجدون عالما رقميا جديدا كليا لا يتخيله أحد فيقوم الريد فايزرس بمهاجمة النينجا (الريد فايزرس هم جيش أوناغامي و هم من يطبقون القانون في اللعبة) و عندما كان النينجا يقاتلونهم اكتشفوا أن السبنجيتسو و قوى عناصرهم و قواهم اختفت يعني أصبحوا كالناس العاديين و لم يستطوا أن يهزم الريد فايزرس فيصل في تلك اللحظة أربعة من جاي لينقذوهم فيتعجب النينجا فيخبرونهم الجاي بأنهم مجرد أشخاص من العبة متنكرين بآفاتار جاي (لأنه عندما كان النينجا يعرفون المعلومات من مساعد ميلتون داير كان جاي يصبح مشهورا في اللعبة و تعرف على صديق جديد اسمه سكوت و ساعده سكوت على الهرب من الريد فايزرس) و مجددا يهاجموهم الريد فايزرس فيخبروهم الجاي بأن بإمكانهم القيام بقفزة مزدوجة كما في ألعاب الفيديو الأخرى لبلوغ الأماكن العالية فيقفز النينجا قفزة مزدوجة و يصلون لمكان عالي و لكنهم يتعبون فيعرفون أن عليهم تطوير مهاراتهم أو شراءها كما يحدث في جميع ألعاب الفيديو عندها يفقد كاي حياة من حيواته و ظن أن الحيوانات لا تنتهي و خسر حياة ثانية أخرى أيضا فيصلون لمرآب سكوت فيدخلون عندها و يخسى ر كاي حياته الثالثة فيخبرهم سكوت أن لديهم أربع حيوات فقط في اللعبة و أن كاي الآن بقي له حياة واحدة فقط بعدها يوصلهم سكوت لجاي و يجدون العديد و العديد جدا من جاي فيظهر جاي الأصلي و هو لديه زي جديد كليا و باسم جديد أيضا و هو نجم الروك الخارق جاي بعدها يذهبوا النينجا و جاي للتحدي الأول للحصول على سيف التانا الأول (سيف التانا هو جائزة يحصل عليها اللاعب بعد إنهاء تحدي ما و هناك ثلاثة و لمواجهة أوناغامي عليك جمع سيوف التانا الثلاث اولا) فيجدون مرشدا للتحدي الأول هناك اسمه أوكينو (و قد ظهرت حلقة يشرح فيها اوكينو نفسه و هدفه قبل هذه الحلقة) فيخبرهممهم أن في التحدي الأول عليهم اجتياز ثلاث مراحل لأخذ سيف التانا الأوو هي غابة الموت ثم مرتفعات الهيستيريا ثم متاهة التنين الأحمر فيمرون بغابة الموت و يخسر كول أحد حيواته و تبقى له ثلاثة و بعد أن حط الليل على أوكينو و النينجا في الغابة خسرت نيا حياة من حيواتها أيضا و يصبح لها ثلاثة ثم تقوم بعض الفئران و هي على شكل البشر بمهاجمتهم و بعد أن هزموهم النينجا و كبلوا واحدا منهم أخبرهم أنه سيرشدهم لخلل في اللعبة ينهي مرحلة الموت مقابل تحريره فيتعجب أوكينو و يخبره النينجا أن هذا العالم مجرد لعبة لكنه لا يصدقهم فيرشدهم الفأر على شكل إنسان إلى الخلل فيدخلون إليه فيهاجمهم مئات من الريد فايزرس و يعرفون أنع فخ فيذهب الفأر و يتركهم و في اللحظة التي كان على وشك النينجا أن يخسروا كل حيواتهم يأتي أوكينو و ينقذهم فيهربون من جانب الخلل الآخرين فيحطون أمام مدخل المرحلة الثانية مرتفعات الهيستيريا و لكن بسبب ذاك الفخ قد بقي للويد حياتان و جاي حياتان و نيا حياتان و كوا حياة واحدة و كاي لحسن حظه بقيت له تلك الحياة الواحدة لأنه لم يصاب فيعرف أوكينو أنها لعبة بالفعل و يصبح حزينا و محبطا جدا فيذهبون لجبال الهيستيريا فيجدونها عالية كثيرا جدا فيشترون بعض الخطافات من بائع في متجر صغير قرب تلك المرتفعات اسمه شيفتي و يخبرهم شيفتي أن كل من يخسر كل حيواته يتحول إلى مكعب يدعى بمكعب الطاقة و أن كل من يصبح مكعب طاقة تأتي إحدى الطائرات الصغيرة لتأخذه لأوناغامي لأنه يبني بتلك المكعبات آلة و لكنه لا يعرف نوع الآلة و لماذا يبنيها عندها يهاجمونهم الريد فايزرس فيتسلق النينجا و أوكينو المرتفعات بالخطافات أملا في الهروب و لكن الريد فايزرس يستطعون الطيران ة بعد قاتلوهم النينجا و هزموهم أخذ لويد واحدا منهم ليعرف ماذا يفعل أوناغامي بمكعب الطاقة و بعد أن يتسلق النينجا و أوكينو المترفعات يعرفون من ذاك الريد فايزر أن أوناغامي يبني بوابة لعالم آخر فيستنتج النينجا أنه بيني بوابة لنينجاغو و قبل ان يخبرهم الريد فايزر لماذا تعطل و اختفى و بعد أن يصلوا لمدخل المرحلة الثالثة يقرر أوكينو العودة و ترك النينجا لأنه محبط و عندها يرفع لويد معنوياته بكلامه يقرر أوكينو الإكمال معهم و بعد الدخول في المتاهة يجدونها مليئة بالفخاخ و يهروبون منها بصعوبة و بعد أن يصلوا لمفترق طرق يتوقف عالم اللعبة و يتوقف كل شيء عن الحراك في اللعبة إلا أوكينو لأن أوناغامي جمد اللعبة ليخبر أوكينو بأن لا يساعد النينجا و يجعلهم يخسرون كل حيواتهم و أنه إذا أراد رؤية العالم الحقيقي عليه إيقاف النينجا و بعد ان رجع كل شيء يتحرك لا يقول أوكينو للنينجا شيئا و يبقى طول الطريق إلى التنين الأحمر و هو يفكر و بعد أن يصلوا إلى التنين الأحمر حاولوا التسلل للسيف لكن التنين أفاق و كان له حيوات كثيرة و كان صعبا هزيمته لكن أوكينو أخبر النينجا عن نقطة ضعف التنين و هي على ظهره و يتجمد العالم مجددا و يصرخ أوناغامي في أوكينو و يذكره بما قاله له و بعد ان رجع كل شيء يتحرك قام جاي بهزيمته ثم حصل على سيف التانا الأول و رقاقة زرقاء صغيرة فأخبره أوكينو بأنه أصبح سيد التنانين و أن جاي بإمكانه استدعاء تنين واحد بتلك الرقاقة متى أراد لكن مرة واحدة فقط بعدها يعود أوكينو لمنزله و يذهب النينجا للتحدي الثاني للحصول على سيف التانا الثاني و التحدي الثاني هو سباق اسمه سباق الطريق الساريع خمسة ملايير و هذا السابق خطير جدا و صعب فيذهبون لمسجل الأسماء المشاركين في السباق لكنه يخبرهم أنهم لا يملكون نقودا كافية للتسجيل في السباق لأن كاي خسر كل نقوده على آفاتار جديد و حتى بعد أن جمع النينجا نقودهم لم تكفي فيهاجموهم الريد فايزر و حاصروا جاي قد اشترى ننشاكو جديدة و قضى عليهم و الآن قد ازداد المبلغ الذي عليهم جمعه عندها يقررون اللعب في مهمة جانبية في اللعبة لجمع المال و هذه المهمة هي الفوز في مسابقة رقص فيشارك النينجا فيها لكن فقط جاي و نيا يرقصون اما كاي و كول و لويد يقفون مع الجمهور و يشاهدون و بعد أن خسر الكثير من المنافسين في المسابقة بقي فقط الثنائي جاي و نيا و ثنائي غشاش يجعلان الراقصين يخسرون
و في هذه الأثناء يهاجم الريد فايزرس النينجا لإخراجهم من المهمة فيقوم كاي و لويد و كول بإبعادهم عن جاي و نيا و لكن مع ذلك يهرب البعض و يذهبون لجاي و نيا لكن جاي و نيا يقاتلونهم و يرقصون في نفس الوقت و قبل ان ينتهي الوقت قاما بحركات رقص جعلتهم يحصلون على نقاط كثيرة و قبل ثانيتين من انتهاء الوقت يصبح جاي و نيا في المرتبة الأولى و يفوزان و يحصلان على نقود كثيرة جدا عندها يذهب النينجا للمسجل فيعطونه النقود الرقمية و يصبحون مشاركين في السباق و لكنه يخبرهم أن عليهم الحصول على عربات للتسابق و انها غير متوفرة في السباق فيأخذهم جاي عند سكوت للحصول على العربات قبل الغد لأن السباق سيبدأ غدا (سكوت هو ميكانيكي في اللعبة لأنه بقي في داخل اللعبة 30 سنة و هو لديه حياة واحدة فقط لهذا لا يشارك في السباق) فيذهبون عنده و يجدون عربات تحتاج للإصلاح و لكنها لا تكفي لهم جميعا عندها يقرر لويد الخروج لمعرفة المزيد عن السباق عندها ذهب و ترك النينجا يصلحون العربات و بعد الوصول لمكان تفرج الجمهور على السباق يقوم بتفعيل آفاتار ليهرب من الريد فايزرس فيجد أن السباق خطير جدا و صعب و أن الكثير من المتسابقين فيه يموتون و لكنه يرى هناك متسابقة كانت تحاول الفوز في السباق من زمن طويل اسمها المتسابقة سبعة لكنها لم تنجح لأن عربتها تتحطم دائما في المكان نفسه عندها يعود لسكوت و يخبره عنها و يخبره أنها مبرمجة لتخسر لأن أوناغامي جعلها كذلك بعدها ذهب عندها لويد و يخبرها بأن هذا العالم هو لعبة فيديو و أنها مبرمجة لتخسر لكنها ترفض تصديقه و بعد أن ذهب بقت تفكر كثيرا في الموضوع و عرفت أنه على حق و صدقته و في الغد ذهبت عنده قبل بدء السباق بعشر دقائق و هي كانت ملاحقة بالريد فايزرس من دون ان تعلم و لكن لويد خرج إليها مع النينجا و سكوت و أدخلها للمرآب و أخبرها النينجا انهم بحاجة لمساعدتها في السباق و ان عليها المشاركة في فريقهم و اخبروها عن اوناغامي و اللعبة و كل شيء و في تلك اللحظة يهاجم الريد فايزرس المرآب عندها يقوم سكوت بإلهائهم ليهرب النينجا و يشاركون في السباق و بالرغم من تعطيل سكوت للعديد من الريد فايزرس قد أصيب في النهاية و تحول لمكعب طاقة لأنه خسر حياته الأخيرة فيحزن عليه النينجا و يذهبون للسباق هم و المتسابقة سبعة فيشاركون في السباق و بعد مدة طويلة من الموت و التسابق في السباق حاول بعض المتسابقين قتل النينجا في السباق عندها يجد كاي صندوقا في طريق السباق فحولت عربته لآله ت بعد مدة يقرر كول و كاي التضحية بأنفسهم لأنهم بقت لديهم حياة واحدة في السباق حتى ينجح الآخرون عندها يقومون بجذب الريد فايزرس الذي يحاولون قتل النينجا بدورهم و تنفجر عربات الريد فايزرس و كاي و كول و يتحول كاي و كول لمكعبي طاقة و يحزن النينجا جدا عليهما بعدها يفوزون في السباق و تفرح المتسابقة سبعة جدا لأنها فازت في السباق لأول مرة في حياتها و بعد ان حصل النينجا على سيف التانا الثاني تودعهم المتسابقة سبعة و تذهب في حال سبيلها و هم يذهبون للتحدي الثالث و هو معبد الجنون و هو مدخل على شكل لعبة أركيد لعالم آخر في اللعبة فيدخلون (و هذا التحدي هو عبارة عن قطع في الفراغ عليك القفز عليها قبل ان تختفي القطعة التي أنت عليها و هناك بعضها يطلق النار و الآخر الاشواك و هناك مطارق و قطع تنفجر تسقط من السماء و إذا خسر احدهم إحدى حياته على الفريق ان يبدأ كل التحدي الثالث من جديد) فتخسر نيا حياتها لان مطرقة دفعتها و تسقطها للفراغ ثم يخسر جاي حياة أخرى لأنه سقطت عليه قطعة من السماء ثم يخسر لويد حياة أخرى لأن حائطا ظهر أمامه فجأة و سقط في الفراغ و يصبح لكل واحد منهم حياة واحدة فقط و بعد ان قطعوا شوطا كبيرا وجدوا صندوقا كالذي كان في السباق فأخذته نيا و أعطتها الإيرجيتسو فطارت و معها لويد و جاي فوصلت للمرحلة الثانية في التحدي و هي مواجهة عدو واحد فيقرر لويد ان يواجهه بنفسه عندها يختار أوناغامي العدو و ذاك العدو هو هارومي (لكنها ليست هارومي الحقيقية انها مجرد آفاتار لأن هارومي الحقيقية ماتت لأنها تهدمت بها العمارة في الموسم 9) فتحاول خداع لويد لأنه مازال يحبها ثم تضربه بسكين و فيختفي جزء من الدم في شريط دمه عندها يتقاتلان بشراسة و عندما أصبحا على وشك الخسارة كلاهما قالت له أنها آسفة على ما فعلت في الموسم 8 محاولة خداعه بكلامها فيقول لها ان تخبره ماذا فعلا أول مرة في الموسم 8 و تخبره الخروج و مشاهدة شروق الشمس (لكن في الحقيقة هما ذهبا لإطعام الفقراء) عندها عرف لويد انها ليست هارومي الحقيقية و بعد ان أصبح شريط دمهما على وشك الانتهاء ضربا بعضهما في نفس الوقت فتخسر هارومي و لكن لويد يتحول لمكعب طاقة لأنه خسر آخر حياته فيحزن نيا و جاي فيكملان طريقهما لآخر مرحلة في التحدي. بعد ذلك في آخر حلقة من الموسم يتحرر كل شخص كان في اللعبة و كل شخص أصبح مكعب طاقة فيعرف النينجا ان جاي نجح و هزم أوناغامي بعدها يأتي جاي و زين و بيكسل و المعلم وو ليعانقوا النينجا و بعد ان سألوا جاي عن اوناغامي اخبرهم انها قصة طويلة و يظهر اوناغامي و ميلتون داير ممسكين بيدي بعضهما و ذاهبان للمنزل.
ل